# Сувенірні солодощі
Сувенірні солодощі — солодощі, що використовуються як сувеніри в різних регіонах світу.

## В Україні

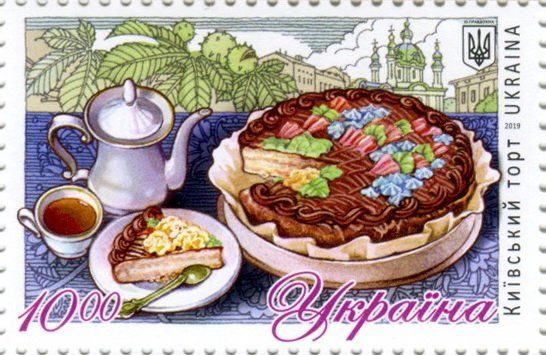
Марка з Київським тортом

- Київський торт — кондитерський виріб, продукція Київської кондитерської фабрики. За свою сімдесятирічну історію став одним із символів Києва та сувенірним подарунком[1]. За часів СРСР фірмові поїзди «Київ — Москва» називали «тортовозами»[2].

- Львівська чоколяда — це традиційний солодкий сувенір зі Львова.[3]

## В Японії

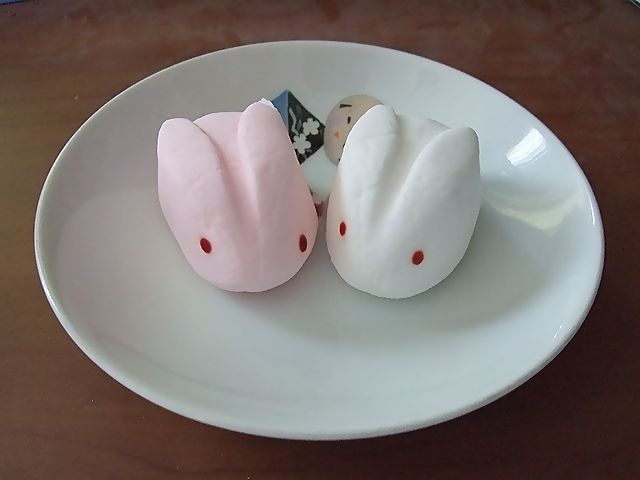
Японські снігові зайчики (Yuki-usagi)

Міяґеґасі, також miyagekashi (яп. 土産菓子, дослівно «сувенірні солодощі»). Як і більшість інших японських сувенірів (оміяге), типовий міяґеґасі є місцевою фірмовою стравою (мейбуцу), і її не можна купити за межами певної географічної області. Виготовлення та продаж оміяґеґасі є важливою частиною японської індустрії оміяге (сувенірів).
- Доступні всюди
  - Японський чизкейк

- Фукуока
  - Hakata no Hito, згорнуте тісто з пастою з червоної квасолі
  - Хаката торімон (ja:博多通りもん)
  - Хійоко (ja:ひよ子)

- Фукусіма
  - Ава манджу
  - Мамадор

- Хіросіма
  - Моміджі манджу

- Хоккайдо
  - Шірої Койбіто
  - Ройс

- Хіого
  - Кастела (яп. カステラ, Kasutera), бісквітне тістечко з цукру, борошна, яєць і крохмальної патоки. Кастелла була привезена до Японії португальськими купцями в 16 столітті. Назва походить від португальської Pão de Castela, що означає «хліб з Кастилії». Торт «Кастелла» зазвичай продається в довгих коробках, у яких торт всередині приблизно 27 штук см завдовжки.
  - Фугецудо
  - Шіоме манджу — Ако

- Кумамото
  - Ікінарі данго

- Кіото
  - Яцухасі (яп. 八ツ橋 or 八橋), одне з найвідоміших мейбуцу в регіоні. Виготовляється з борошна липкого рису (яп. 上新粉, jōshinko) , цукру та кориці. Запечений, він схожий на сенбей. Сирий неспечений ятсухасі (Nama yatsuhashi) має м'яку консистенцію, схожу на моті, і його часто їдять, загорнувши в пасту з Анко (яп. 餡, an), і може мати різноманітні смаки.

- Нагоя
  - Уїро

- Окінава
  - Чінсуко (яп. ちんすこう/金楚糕, Chinsukō) , традиційне невелике печиво, виготовлене переважно з сала та борошна, з м'яким солодким смаком, дуже схожим на пісочне.

- Токіо
  - Токійський банан (яп. 東京ばな奈) (також пишеться «東京バナナ» та «東京ばなな» з однаковою вимовою), який виробляє та продає компанія Grapestone Co.[ja]. Індивідуально упакований паровий бісквіт з начинкою з солодкого бананового крему надійшов у продаж у 1991 році та користується величезною популярністю.[5]